# Vegyes csapat 4 × 400 méteres váltófutás a 2024. évi nyári olimpiai játékokon
A 2024. évi nyári olimpiai játékokon az atlétika vegyes csapat 4 × 400 méteres váltófutás versenyszámának előfutamait augusztus 2-án, döntőjét augusztus 3-án rendezték a Párizsban a Stade de France-ban. Az aranyérmet a holland csapat nyerte.
Ez a versenyszám másodszor szerepelt olimpiai programban. Az első kiírást a 2021-es tokiói olimpián a lengyel csapat nyerte.

## Verseny
A verseny előtt az amerikai és a holland váltó párharcát jósolták a győzelemért. Az egy évvel korábbi budapesti világbajnokságon az amerikaiak győztek, miután a befutó előtt a célegyenesben fej fej mellett haladva a holland Femke Bol elesett. A 2024-es World Athletics Relays verseny újabb amerikai elsőséget hozott. Rajtuk kívül az ír csapatot emelték ki, mint a szezon legjobb eredményének birtokosát, akik 3:09,92-es eredménnyel győztek a júniusi Európa-bajnokságon.
Az első előfutamot az Egyesült Államok csapata 3:07,41-es világcsúccsal nyerte, a második előfutamban Hollandia második helyen jutott döntőbe. Az amerikai csapat ugyanazokkal a futókkal állt rajthoz a döntőben is, akik a világcsúcsot megfutották előző nap, a hollandok viszont becserélték Femke Bolt befutóembernek. A futamon az amerikaiak kezdtek legerősebben, elsőként váltottak, a hollandok előtt. A második kört is az amerikaiak fejezték be az élen, a hollandok visszacsúsztak a harmadik helyre, mivel a belga Jonathan Sacoor jól váltott. A harmadik körben a brit Alex Haydock-Wilson is megelőzte a holland csapatot. Az utolsó kört negyedik helyen kezdte Femke Bol, jelentős hátrányban. A kör első felében tartotta a lépést az élen állókkal, az utolsó kanyarban indította meg a hajráját, megelőzte a belga csapatot, és még mindig több méteres hátrányban harmadikként fordult a célegyenesre. A fáradó ellenfelei mellett sokkal frissebben futott, és a célegyenes előtti utolsó néhány lépésben tudott élre állni. Bol részideje 47,93 másodperc volt, míg az amerikai befutóember, Kaylyn Brown 49,14 másodperc alatt teljesítette az utolsó kört. A győztes idő mindössze két századmásodperccel maradt el az előző napi világcsúcstól.

## Rekordok
A versenyt megelőzően a következő rekordok voltak érvényben:
| Világrekord                  | Egyesült Államok (USA) · Justin Robinson, Rosey Effiong, Matthew Boling, Alexis Holmes              | 3:08,80 | Budapest, Magyarország | 2023. augusztus 19. |
| Olimpiai rekord              | Lengyelország (POL) · Karol Zalewski, Natalia Kaczamarek, Justyna Święty-Ersetic, Kajetan Duszyński | 3:09,87 | Tokió, Japán           | 2021. július 31.    |
| Világ legjobb idei eredménye | Írország (IRL) · Christopher O'Donnell, Rhasidat Adeleke, Thomas Barr, Sharlene Mawdsley            | 3:09,92 | Róma, Olaszország      | 2024. június 7.     |

A versenyen az előfutamban új világcsúcs született.
| Dátum              | Csapat                                                                         | Idő        |
| ------------------ | ------------------------------------------------------------------------------ | ---------- |
| 2024. augusztus 2. | Egyesült Államok · Vernon Norwood, Shamier Little, Bryce Deadmon, Kaylyn Brown | 3:07,41 WR |

## Eredmények
Az időeredmények perc:másodpercben értendők. A rövidítések jelentése a következő:
| - WR: világrekord - OR: olimpiai rekord - AR: kontinens rekord - NR: országos rekord | - SB: 2024-ben az addigi legjobb eredménye - Q: helyezés alapján továbbjutott - q: időeredmény alapján továbbjutott - DQ: kizárták |

### Előfutamok
Minden előfutam első három helyezettje automatikusan a döntőbe jutott. Az összesített eredmények alapján további két csapat jutott a döntőbe.
| H  | Pálya | Nemzet                 | Versenyzők                                                                         | Eredmény | Mj        |
| -- | ----- | ---------------------- | ---------------------------------------------------------------------------------- | -------- | --------- |
| 1. | 6     | Egyesült Államok (USA) | Vernon Norwood, Shamier Little, Bryce Deadmon, Kaylyn Brown                        | 3:07,41  | Q, WR, OR |
| 2. | 8     | Franciaország (FRA)    | Muhammad Kounta, Louise Maraval, Téo Andant, Amandine Brossier                     | 3:10,60  | Q, NR     |
| 3. | 7     | Belgium (BEL)          | Jonathan Sacoor, Helena Ponette, Kévin Borlée, Naomi Van Den Broeck                | 3:10,74  | Q, NR     |
| 4. | 2     | Jamaica (JAM)          | Reheem Hayles, Junelle Bromfield, Zandrion Barnes, Stephenie Ann McPherson         | 3:11,06  | q, NR     |
| 5. | 5     | Lengyelország (POL)    | Maksymilian Szwed, Marika Popowicz-Drapała, Karol Zalewski, Justyna Święty-Ersetic | 3:11,43  | q, SB     |
| 6. | 9     | Svájc (SUI)            | Charles Devantay, Giulia Senn, Lionel Spitz, Yasmin Giger                          | 3:12,77  | NR        |
| 7. | 3     | Kenya (KEN)            | David Kapirante, Veronica Mutua, Boniface Mweresa, Mercy Chebet                    | 3:13,13  |           |
| 8. | 4     | Bahama-szigetek (BAH)  | Wendell Miller, Javonya Valcourt, Alonzo Russell, Quincy Penn                      | 3:14,58  |           |

| H  | Pálya | Nemzet                      | Versenyzők                                                                   | Eredmény | Mj    |
| -- | ----- | --------------------------- | ---------------------------------------------------------------------------- | -------- | ----- |
| 1. | 4     | Nagy-Britannia (GBR)        | Samuel Reardon, Laviai Nielsen, Alex Haydock-Wilson, Nicole Yeargin          | 3:10,61  | Q, NR |
| 2. | 6     | Hollandia (NED)             | Eugene Omalla, Lieke Klaver, Isaya Klein Ikkink, Cathelijn Peeters           | 3:10,81  | Q     |
| 3. | 3     | Olaszország (ITA)           | Luca Sito, Anna Polinari, Edoardo Scotti, Alice Mangione                     | 3:11,59  | Q     |
| 4. | 5     | Nigéria (NGR)               | Samuel Ogazi, Ella Onojuvwevwo, Ifeanyi Emmanuel Ojeli, Patience Okon George | 3:11,99  | NR    |
| 5. | 7     | Írország (IRL)              | Christopher O'Donnell Sophie Becker, Thomas Barr, Sharlene Mawdsley          | 3:12,67  |       |
| 6. | 2     | Ukrajna (UKR)               | Oleksandr Pohorilko, Tetyana Melnyk, Danylo Danylenko, Maryna Shostak        | 3:15,51  |       |
| 7. | 9     | Németország (GER)           | Jean Paul Bredau, Alica Schmidt, Manuel Sanders, Eileen Demes                | 3:15,63  |       |
| 8. | 8     | Dominikai Köztársaság (DOM) | Erick Joel Sánchez, Milagros Durán, Robert King, Anabel Medina               | 3:18,39  |       |

### Döntő
| H     | Pálya | Nemzet                 | Versenyzők                                                                       | Eredmény | Mj |
| ----- | ----- | ---------------------- | -------------------------------------------------------------------------------- | -------- | -- |
| Arany | 7     | Hollandia (NED)        | Eugene Omalla, Lieke Klaver, Isaya Klein Ikkink, Femke Bol                       | 3:07,43  | AR |
| Ezüst | 5     | Egyesült Államok (USA) | Vernon Norwood, Shamier Little, Bryce Deadmon, Kaylyn Brown                      | 3:07,74  |    |
| Bronz | 8     | Nagy-Britannia (GBR)   | Samuel Reardon, Laviai Nielsen, Alex Haydock-Wilson, Amber Anning                | 3:08,01  | NR |
| 4     | 4     | Belgium (BEL)          | Alexander Doom, Helena Ponette, Jonathan Sacoor, Naomi Van Den Broeck            | 3:09,36  | NR |
| 5     | 2     | Jamaica (JAM)          | Reheem Hayles, Junelle Bromfield, Zandrion Barnes, Stephenie Ann McPherson       | 3:11,67  |    |
| 6     | 9     | Olaszország (ITA)      | Luca Sito, Giancarla Trevisan, Edoardo Scotti, Alice Mangione                    | 3:11,84  |    |
| 7     | 3     | Lengyelország (POL)    | Maksymilian Szwed, Justyna Święty-Ersetic, Karol Zalewski, Alicja Wrona-Kutrzepa | 3:12,39  |    |
| DQ    | 6     | Franciaország (FRA)    |                                                                                  | 3:10,84  |    |